# Fredrick Federley
Fredrick Federley (né le 6 mai 1978 à Köping) est un homme politique suédois membre du Parti du centre. Il quitte la politique le 11 décembre 2020 après de vives critiques pour avoir eu une relation avec un homme qui était en liberté conditionnelle pour viol d'enfant,.

## Biographie
Fredrick Federley est homosexuel.

### Parcours politique
Il est député européen de mai 2014 à décembre 2020. Il est vice-président du Parti de l'Alliance des libéraux et des démocrates pour l'Europe.